# Santerno
Der Santerno ist ein romagnolischer Fluss mit 103 km Länge, der seine ersten 27 km allerdings in der Gemeinde Firenzuola (Metropolitanstadt Florenz), also in der toskanischen Romagna zurücklegt.

## Geografie
Der Santerno entspringt in der Nähe des Futapasses auf 1222 Höhenmetern im Apennin in einem natürlichen Amphitheater, in dessen Zentrum Firenzuola liegt. Er ist sowohl gemessen an seiner Länge als auch nach seiner Wasserführung der größte Zufluss des Reno. Sein Einzugsgebiet übertrifft 700 km², allein im Oberlauf bis zur Brücke der Via Aemilia in Imola umfasst es 423 km², davon 231 in der Toskana und 192 in der Romagna. Bei Castel del Rio durchläuft der Fluss die 1499 durch Obizzo Alidosi in Auftrag gegebene Brücke Ponte Alidosi, die durch Andrea Gurrieri realisiert wurde. Sie wurde mehrfach restauriert und 1897 zum Nationalen Monument (Monumento nazionale) erklärt.

## Geschichte
Die Römer kannten ihn als Vatrenus (kleiner Reno), aber in der Peutingerkarte heißt er schon Santernus. Seitdem änderte er sowohl natürlich als auch auf Grund künstlicher Eingriffe seinen Lauf. Die Existenz eines Ortsteils von Ravenna namens Santerno, der heute allerdings in der Nähe des Flusses Lamone liegt, bestätigt, dass er in der Antike östlich von Bagnacavallo floss. Nach Imola teilte sich der Fluss in zwei Arme, der nordöstliche Richtung Ravenna verschwand wahrscheinlich im achten Jahrhundert, während der nördliche weiter zum Po fließt.
Der Santerno stellte eine ständige Bedrohung für die Bevölkerung dar. Die Deiche im Gebiet von Massa Lombarda zum Beispiel brachen zwischen 1679 und 1778 14-mal.

## Bilder

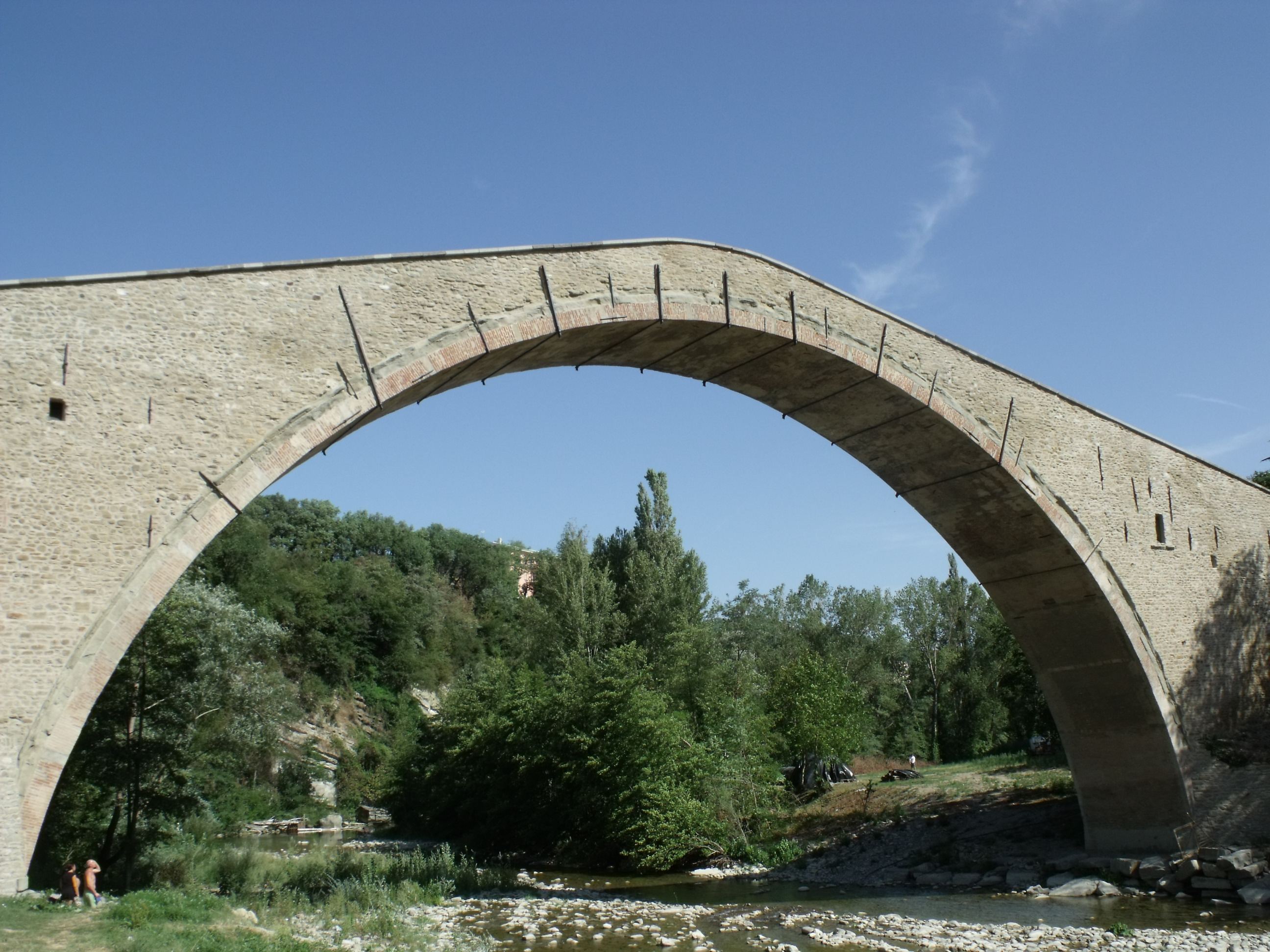
Ponte Alidosi